# Melanargia xenia
Melanargia xenia är en fjärilsart som beskrevs av Freyer 1852. Melanargia xenia ingår i släktet Melanargia och familjen praktfjärilar. Inga underarter finns listade i Catalogue of Life.